# Pterolophia elongatula
Pterolophia elongatula là một loài bọ cánh cứng trong họ Cerambycidae.